# مشعان الخزرجي
مشعان محي علوان الخزرجي هو رئيس ديوان الوقف السني، ابتداء من 8 كانون الأول سنة 2022،وشغل لفترة منصب عميد كلية الإمام الأعظم الجامعة ، ولد في مدينة بغداد عام 1965، هو متزوج ولديهِ ستة أولاد. حاصل على شهادة الدكتوراه في العلوم الاسلامية بتخصص حديث من كلية العلوم الاسلامية في جامعة بغداد، وشهادة ماجستير في الشريعة من جامعة بغداد.
```
الخزرجي يتسلم مهامه رسمياً رئيساً لديوان الوقف السني
```

الدكتور مشعان محي علوان الخزرجي (1965) هو رئيس ديوان الوقف السني، ابتداء من 8 كانون الأول سنة 2022، وعميد كلية الإمام الأعظم الجامعة سابقاً.

## عن حياته
ولد في مدينة صلاح الدين عام 1965، إكمل دراسته الجامعية. وهو متزوج ولديهِ ستة أولاد.

## المناصب التي تقلدها
- مدير مكتب وزير الاوقاف والشؤؤون الدينية في العراق،  1993، 1997.
- معاون عميد كلية الإمام الأعظم الجامعة ابي حنيفة النعمان للشؤون الادارية والعلمية ،  1997، 2001.
- مدير عام المؤسسات الدينية في وزارة الاوقاف والشؤون الدينية في العراق،  2001، 2004.
- عميد كلية الامام الاعظم الجامعة بالوكالة،  2003 م.
- مستشار رئيس ديوان الوقف السني في العراق،  2004، 2009.
- مدير بعثة الحجة العراقية،  1998، 2003.
- تدريسي في كلية الامام الاعظم الجامعة،  2009، 2013.
- معاون عميد كلية الامام الاعظم الجامعة لشؤون الطلبة،  2009، 2014.
- معاون عميد كلية الامام الاعظم الجامعة للشؤون الادارية والمالية،  2014، 2019.
- عميد كلية الامام الاعظم الجامعة،  2020، 2022.
- رئيس ديوان الوقف السني في العراق،  8 - كانون الاول - 2022، الى الوقت الحالي.

## الرسائل العلمية والكتب المؤلفة
- جهود الصحابة في نقل السنة والمحافظة عليها، ماجستير بتقدير امتياز - كتاب مطبوع.
- الصحابة من الخزرج ومروياتهم في الصحيحين، دكتوراه بتقدير امتياز - كتاب مطبوع.
- بحث منشور في مجلة الاوقاف حول شخصية الرسول الاعظم بعنوان (احاديث الدفاع عن النبي محمد صلى الله عليه وال وسلم)، سنة 2002.
- مسائل الاعتقاد بين التواتر والاحاد، بحث منشور.
- طرق تحمل الحديث في العصر الحديث، بحث منشور.
- حكم السخاوي على الاحاديث في كتابهِ التحفة اللطيفة في تاريخ المدينة الشريفة، بحث منشور.
- اشرف على اكثر من ثلاثون طالباً ماجستير و عشرة طلبة دكتوراه وناقش اكثر من خمسون رسالة ماجستير واطاريح دكتوراه.